# Нижние Юри
Нижние Юри — деревня в Малопургинском районе Удмуртской республики Российской Федерации.

## География
Находится в южной части Удмуртии на расстоянии приблизительно 22 км на юго-запад по прямой от районного центра села Малая Пурга.

## История
Известна с 1717 года как деревня Юра с 6 дворами.
До упразднения уездно-губернского деления в 1929 году входило в состав Больше-Кибьинской волости в составе Можгинского уезда Вотской АО (с 1921 года) и до 1921 года — Елабужского уезда Вятской губернии.
До 2021 года являлась административным центром Нижнеюринского сельского поселения.

## Население
Постоянное население составляло: 29 человек (1717), 293 (1768), 116 душ мужского пола (1802), 423 человека (1873), 658 (1893), 701 (1905), 799 (1924), 780 в 2002 году (удмурты 96 %), 778 в 2012.

## Инфраструктура
Личное подсобное хозяйство с зоной сельскохозяйственного использования, индивидуальная застройка усадебного типа. В 1717 году 6 дворов, в 1802 году учтено дворов 34, в 1873 — 63, в 1893—109, в 1905—132, в 1924—135.
Основа экономики — сельское хозяйство.
Дом культуры. Краеведческий музей. Средняя общеобразовательная школа. Нижнеюринский ФАП.

## Транспорт
Деревня доступна автотранспортом.